# Great American Songbook
Der Begriff Great American Songbook umfasst eine nicht genau festgelegte Anzahl herausragender Songs der amerikanischen Unterhaltungsmusik von den 1930er bis 1960er Jahren. Sie sind Teil des stilistisch und zeitlich weiter ausgelegten Classic Pop oder Traditional Pop (für den Grammy Awards vergeben werden), also der vom Rock ’n’ Roll noch unbeeinflussten „klassischen“ Popmusik mit ihrem Ausgangspunkt in der Tin Pan Alley. Der Begriff Great American Songbook bringt die Ansicht zum Ausdruck, dass es sich dabei um den künstlerischen Höhepunkt des (gesungenen) populären Musikschaffens in den USA gehandelt habe.
Folgende Komponisten/Texter gelten als die klassischen Vertreter des Great American Songbook:
- Harold Arlen („Over the Rainbow“, „Stormy Weather“)
- Irving Berlin („White Christmas“, „Alexander’s Ragtime Band“, „Blue Skies“)
- Hoagy Carmichael („Stardust“ mit Mitchell Parish, „Georgia on My Mind“ mit Stuart Gorell und „The Nearness Of You“ mit Ned Washington)
- Duke Ellington („In a Sentimental Mood“, „It Don’t Mean A Thing“, „Satin Doll“, „Mood Indigo“)
- George und Ira Gershwin („Someone to Watch Over Me“, „S’ Wonderful“, „Summertime“)
- Jerome Kern („Look for the Silver Lining“, „Ol’ Man River“, „The Way You Look Tonight“, „All the Things You Are“, „The Song Is You“, „Smoke Gets in Your Eyes“)
- Henry Mancini („Moon River“, „Days of Wine and Roses“)
- Johnny Mandel („The Shadow of Your Smile“)
- Johnny Mercer („One for My Baby (and One More for the Road)“, „I Thought About You“)
- Cole Porter („Night and Day“, „Love for Sale“, „I’ve Got You Under My Skin“, „It’s De-Lovely“, „All of You“)
- Rodgers & Hammerstein („Oh What a Beautiful Mornin’“, „Shall We Dance?“, „The Sound of Music“)
- Rodgers und Hart „(Bewitched, Bothered and Bewildered“, „Blue Moon“, „My Romance“, „Have You Met Miss Jones“, „My Funny Valentine“)
- Vincent Youmans („Tea for Two“, „Hallelujah!“ und „Time on My Hands“)

Große Bedeutung hatten auch die Songwriter-Duos
- Johnny Burke und James Van Heusen („It Could Happen to You“ und „But Beautiful“)
- Sammy Cahn und James Van Heusen („Darn That Dream“ und „Polka Dots and Moonbeams“)
- Mort Dixon und Allie Wrubel („Gone with the Wind“ und „I’m Afraid The Masquerade Is Over“)
- Vernon Duke („April in Paris“ mit Yip Harburg, „I Can’t Get Started“ mit Ira Gershwin)
- Sammy Fain („Alice in Wonderland“ mit Bob Hilliard, „Love Is a Many Splendored Thing“ mit Paul Francis Webster)
- Dorothy Fields und Jimmy McHugh („Don’t Blame Me“, „I’m in the Mood for Love“)
- Arthur Freed und Nacio Herb Brown („Singin’ in the Rain“, „I’ll Be Seeing You“ mit Richard Whiting)
- Mack Gordon und Harry Revel („Time on My Hands“)
- Gus Kahn („When Lights Are Low“ mit Ted Fiorito, „Chloe“ mit Neil Moret)
- Sam M. Lewis und Joe Young („Dinah“)
- Bert Kalmar und Harry Ruby („Three Little Words“)
- Alan Jay Lerner und Frederick Loewe („Almost Like Being in Love“, „Gigi“)
- Burton Lane („How About You?“ mit Ralph Freed, „Old Devil Moon“ mit Yip Harburg)
- Frank Loesser („On a Slow Boat to China“, „Baby, It’s Cold Outside“, „I Hear Music“ mit Burton Lane)
- Don Raye und Gene De Paul („Star Eyes“ und „You Don’t Know What Love Is“)
- Leo Robin und Ralph Rainger („Love Is Just Around the Corner“)
- Jule Styne („Just in Time“ mit Betty Comden & Adolph Green, „I Fall in Love So Easily“ mit Sammy Cahn)
- Arthur Schwartz und Howard Dietz („You and the Night and the Music“, „Dancing in the Dark“)
- Fats Waller und Andy Razaf („Ain’t Misbehavin’“, „Honeysuckle Rose“)
- Harry Warren („Jeepers Creepers“ mit Johnny Mercer, „Chattanooga Choo Choo“ mit Mack Gordon)
- Victor Young und Ned Washington („Stella by Starlight“)
- Bronislau Kaper („On Green Dolphin Street“ mit Ned Washington)

Die Epoche des Great American Songbook fällt zusammen mit der Vorherrschaft des Radios als Massenmedium und mit dem Golden Age of Hollywood des Studiosystems, die die Produktionsbedingungen für die Komponisten/Texter und die Vermarktungsmöglichkeiten für deren Werke wesentlich begünstigten. Die Songs wurden oft für Broadway- bzw. Hollywood-Musicals geschrieben und sind charakterisiert durch eingängige Melodien sowie ausgefeilte, auf die Musik abgestimmte Arrangements und Texte. Die Beeinflussung durch den Jazz ist evident, doch steht das Genre Swing im Vordergrund. Die Werke des Great American Songbook sind Standards geworden; sie wurden und werden wegen ihrer andauernden Beliebtheit und Qualität von vielen Sängern in Zusammenstellungen aufgenommen, angefangen bei Ella Fitzgeralds einflussreicher Sings the ... Songbook-Serie bei Verve-Records aus den 1950er- und 1960er-Jahren über Tony Bennett bis in die Gegenwart, so etwa von Queen Latifah und Rod Stewart.
Zu den bedeutendsten Interpreten des Great American Songbook zählen unter anderem: Louis Armstrong, Fred Astaire, Tony Bennett, Betty Carter, Rosemary Clooney, Leonard Cohen, Nat King Cole, Ray Conniff, Chris Connor, Bing Crosby, Blossom Dearie, Billy Eckstine, Percy Faith, Michael Feinstein, Ella Fitzgerald, Judy Garland, Billie Holiday, Shirley Horn, Lena Horne, Etta Jones, André Kostelanetz, Diana Krall, Al Jolson, Lester Lanin, Peggy Lee, Dean Martin, Carmen McRae, Mabel Mercer, Bette Midler, Liza Minnelli, Joni Mitchell, Carly Simon, Nina Simone, Frank Sinatra, Barbra Streisand, Mel Tormé, Rudy Vallée, Sarah Vaughan und Dinah Washington.